# Dendroides ussuriensis
Dendroides ussuriensis es una especie de coleóptero de la familia Pyrochroidae.

## Distribución geográfica
Habita en Asia y  Rusia.